# Pola sata povijesti o gradu Subotici
Pola sata povijesti o gradu Subotici je radiodramska dokumentarna serija hrvatskog redatelja iz Vojvodine Rajka Ljubiča, u produkciji Hrvatskoga akademskog društva iz Subotice. Bavi se poviješću Subotice i bunjevačkih Hrvata. Dokumentarno obrađuje kako su bunjevački Hrvati, prvi stanovnici ovog kraja, koji su od močvarnog tla oblikovali i napravili grad Suboticu kakav danas jest.